# Phylloscartes gualaquizae
El orejerito ecuatoriano (en Ecuador) (Phylloscartes gualaquizae), también denominado moscareta ecuatoriana (en Perú), tiranuelo ecuatoriano (en Colombia) o tiranolete ecuatoriano (en Ecuador), es una especie de ave paseriforme de la familia Tyrannidae, perteneciente al  numeroso género Phylloscartes. Es nativo de regiones andinas del noroeste de América del Sur.

## Distribución y hábitat
Se distribuye a lo largo de la pendiente oriental de la cordillera de los Andes desde el suroeste de Colombia (Caquetá), hasta el extremo sureste de Ecuador, y en el norte de Perú (San Martín).
Esta especie es considerada poco común en sus hábitats naturales: el dosel y los bordes de selvas húmedas de estribaciones y montanas bajas, en altitudes entre 700 y 1500 m.

## Estado de conservación
El orejerito ecuatoriano ha sido calificado como casi amenazado por la Unión Internacional para la Conservación de la Naturaleza (IUCN) debido a que, con base en modelos de deforestación de la cuenca amazónica, se estima que su población, todavía no cuantificada, irá a declinar alrededor de 25 a 30 % a lo largo de las próximas tres generaciones.

## Sistemática

### Descripción original
La especie P. gualaquizae fue descrita por primera vez por el zoólogo británico Philip Lutley Sclater en 1881 bajo el nombre científico Pogonotriccus gualaquizae; su localidad tipo es: «Gualaquiza, Ecuador».

### Etimología
El nombre genérico masculino «Phylloscartes» se compone de las palabras del griego «phullon» que sinifica ‘hoja’, y «skairō» que significa ‘saltar, bailar’; y el nombre de la especie «gualaquizae» se refiere a la localidad tipo, Gualaquiza, Morona Santiago, Ecuador.

### Taxonomía
Es monotípica.